# Croton sumatranus
Pour les articles homonymes, voir Croton (genre).
Espèce
Croton sumatranus est une espèce de plantes à fleurs du genre Croton et de la famille des Euphorbiaceae, présente à Sumatra.
Il a pour synonyme :
- Oxydectes sumatrana, (Miq.) Kuntze